# خافيير غويميز
خافيير غويميز لوبيز (بالإسبانية: Javier Güémez López)‏ (مواليد 17 أكتوبر 1991) هو لاعب كرة قدم يلعب حاليًا لصالح أمريكا في الدوري المكسيكي الممتاز.

## روابط خارجية
- خافيير غويميز على موقع قاعدة بيانات كرة القدم.إي يو (الإنجليزية)
- خافيير غويميز على موقع ناشيونال فوتبول تيمز (الإنجليزية)
- خافيير غويميز على موقع Soccerway.com (الإنجليزية)
- خافيير غويميز على موقع AS.com (الإسبانية)